# Quartiers de Rodez
La ville de Rodez est divisée en cinq grands quartiers, eux-mêmes divisés en une multitude de petits quartiers.

## Quartier Centre

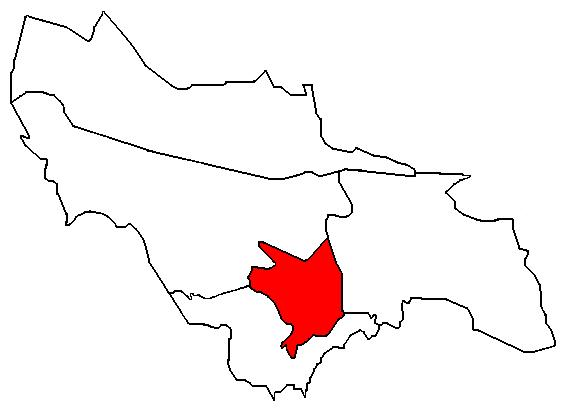
Le quartier Centre de Rodez

Centre-ville, le Vieux-Rodez
L'Amphithéâtre
Combarel

## Quartier Est

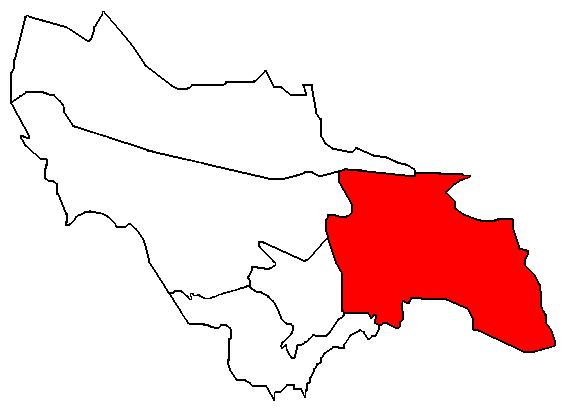
Le quartier Est de Rodez

Cimetière
Le Puech de la Justice
La Pradelle
Saint-Martin-des-Près
Layoule
Les Besses
La Cité Lalande
Cardaillac
Gué de Salelles
Ambec
Fayet
Les Bois du fayet

## Quartier Nord

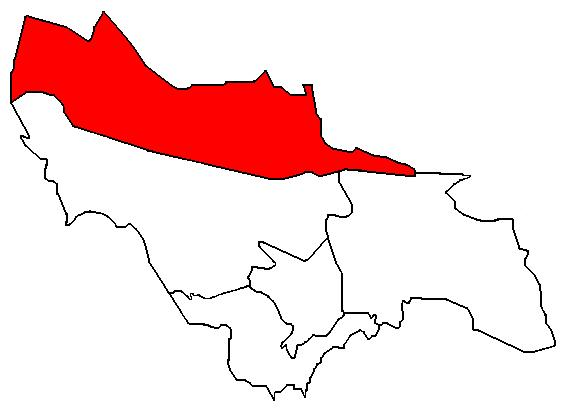
Le quartier Nord de Rodez

Saint-Éloi
Saint-Félix
Les Moutiers
Saint-Louis
La Rougière
Saint-Jean
Le Causse
La Peyrinie

## Quartier Ouest
Bourran
Calcomier
La Gineste
Camonil
Prat Mouly
Salabru
Cité Robinson
Pré Lamarque

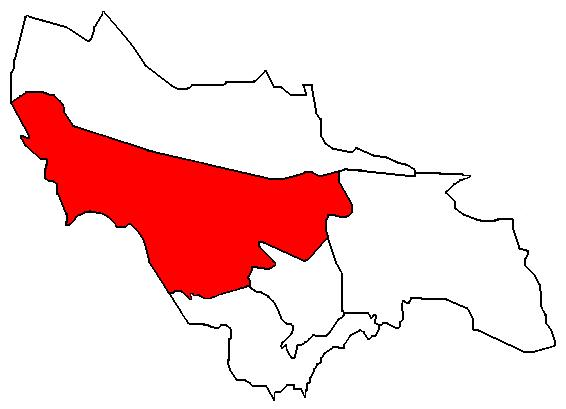
Le quartier Ouest de Rodez

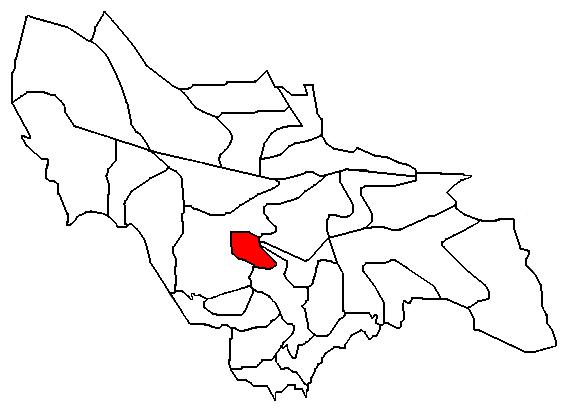

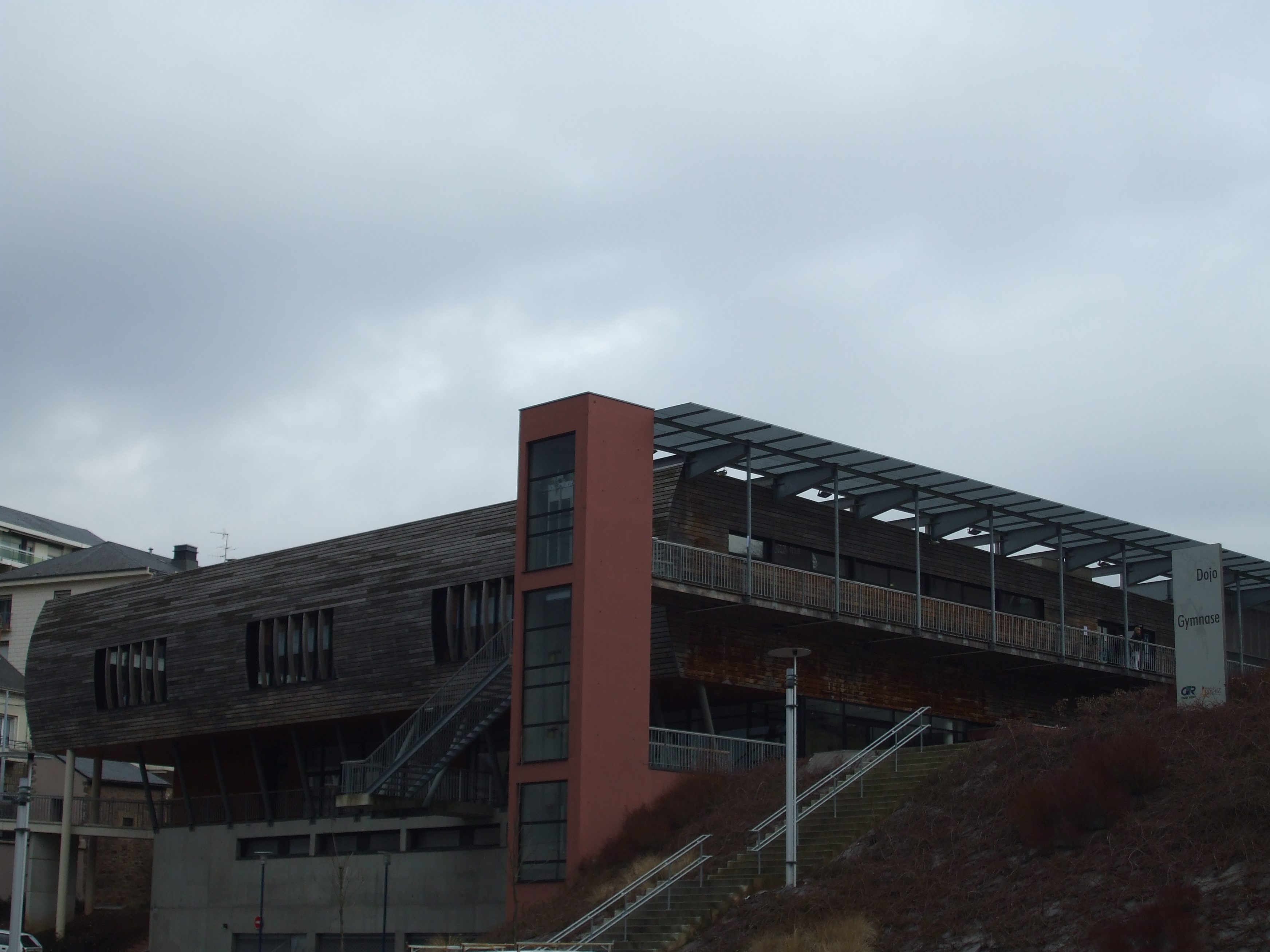
Le gymnase Dojo

Ce quartier (altitude : 580 m) est situé dans le quartier ouest de la ville et dans le canton de Rodez-Ouest. Il est, toutefois, très proche du centre-ville. Une grande partie de ce quartier est située dans une petite vallée nommée vallon des sports, en raison des quelques équipements sportifs présents en ce lieu. Dans ce quartier se trouvent l'amphithéâtre de Rodez, le gymnase Dojo et le centre aquatique du Grand Rodez (Aquavallon).
Une navette s'arrête toutes les 10 minutes à l'arrêt Amphithéâtre, non loin de Pré Lamarque, et permet ainsi de rejoindre régulièrement Bourran, ou le centre-ville de Rodez. Les lignes 3 et 10 du réseau de transport urbain Octobus de l'agglomération du Grand Rodez desservent Pré Lamarque. Les arrêts de bus sont Montcalm et 122° RI.
La Caserne Foch
Les Haras
Stade municipal
La Boriette
Versailles
Puech d'Aussel
La Fontanile
Saint-Joseph
La Fontneuve

## Quartier Sud

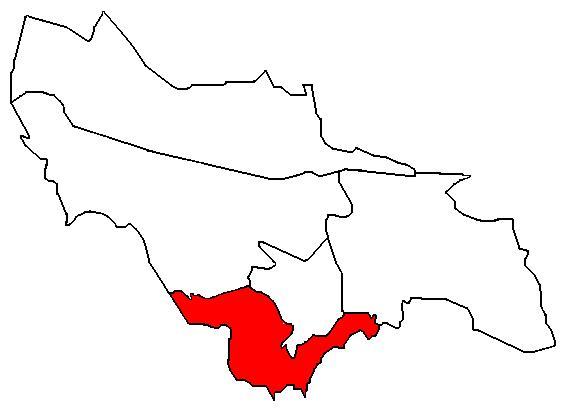
Le quartier Sud de Rodez

Paraire
La Gascarie
Gourgan
La Mouline
Pont Viel